# Aristòfanes de Mal·los
Aristòfanes de Mal·los (llatí: Aristophanes, grec antic: Άριστοφάνης) va ser un escriptor nascut a Mal·los, a Cilícia. Varró el menciona i diu que va escriure una obra sobre agricultura.